# Phyllophaga laboriosa
Phyllophaga laboriosa är en skalbaggsart som beskrevs av Garcia-vidal 1988. Phyllophaga laboriosa ingår i släktet Phyllophaga och familjen Melolonthidae. Inga underarter finns listade i Catalogue of Life.